# Xu Demei
Xu Demei (* 23. Mai 1967 in der Provinz Zhejiang) ist eine ehemalige chinesische Speerwerferin.
Nach zwei Silbermedaillen bei den Asienmeisterschaften 1989 und den Asienspielen 1990 gewann Xu Demei im Speerwurf bei den Asienmeisterschaften 1991. Bei den Leichtathletik-Weltmeisterschaften 1991 in Tokio warf Xu Demei im ersten Versuch des Finales mit 68,78 Meter persönliche Bestleistung. Die deutsche Weltrekordlerin Petra Meier kam ihr mit 68,68 Meter zwar sehr nahe, konnte aber die Chinesin nicht übertreffen. Damit gewann Xu Demei völlig überraschend den Weltmeistertitel. Genau eine Woche zuvor hatte Huang Zhihong im Kugelstoßen den ersten Wurftitel für eine Chinesin gewonnen.
Bei den Olympischen Spielen 1992 in Barcelona warf Xu Demei in der Qualifikation 59,98 Meter und konnte sich als Vierzehnte nicht für das Finale qualifizieren.
Bei einer Körpergröße von 1,74 m hatte Xu ein Wettkampfgewicht von 75 kg.